# The Film Daily

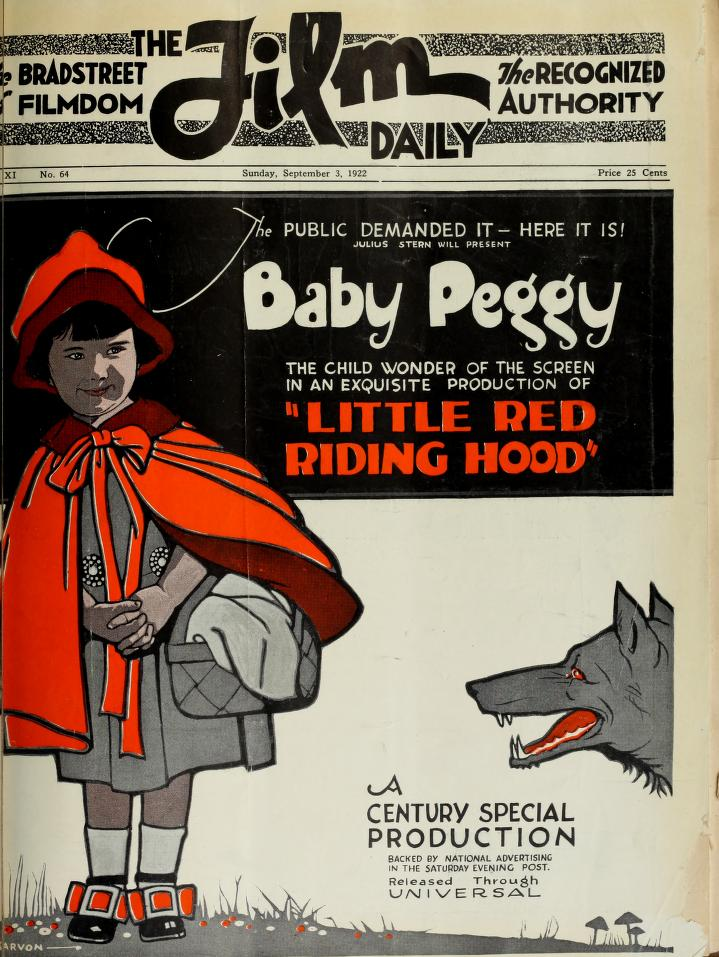
Couverture du journal The Film Daliy en 1922, avec Baby Peggy dans Little Red Riding Hood.

The Film Daily est un journal quotidien qui est paru entre 1918 et 1970 aux États-Unis. C'est le premier quotidien consacré uniquement à l'industrie du cinéma.

## Historique
Un journal est créé en 1913 par Wid Gunning, sous les titres Wid's Film and Film Folk puis Wid's Independent Review of Feature Films. Gunning était auparavant éditeur au New York Evening Mail. Il publie également Wid's Weekly et Wid's Year Book. En 1918, Joseph ("Danny") Dannenberg et Jack Alicoate achètent des parts de Wid's Weekly. En 1921 Dannenberg et Alicoate prennent le contrôle de Wid's Films & Film Folk Inc., et le renomment The Film Daily en 1922. Pendant la direction de Dannenberg, le Film Years Book passe de 160 à 860 pages en 1926. Il meurt le 11 mars 1926, et Jack Alicoate lui succède. Chester B. Bahn prend la direction en 1937 mais Jack Alicoate reste propriétaire du journal jusqu'à sa mort en 1960. Son frère Charles avait pris le relais quelques années avant la mort de Jack. En 1969 il revend le titre à DFI Communications, et le journal cesse de paraitre en 1970.

## Vote annuel des critiques
The Film Daily est connu pour son vote annuel des critiques désignant les meilleurs films de l'année, publiés sous forme d'un palmarès des 10 meilleurs films.
| Année | Meilleur film                                                         | Finaliste                                                       | Note(s) |
| ----- | --------------------------------------------------------------------- | --------------------------------------------------------------- | ------- |
| 1922  | Les Deux Orphelines (Orphans of the Storm)                            | Le Petit à Grand-maman (Grandma's Boy)                          | [ 6 ]   |
| 1923  | La Caravane vers l'Ouest (The Covered Wagon)                          | Les Chevaux de bois (Merry-Go-Round)                            | [ 6 ]   |
| 1924  | Le Voleur de Bagdad (The Thief of Bagdad)                             | L'Aigle des mers (The Sea Hawk)                                 | [ 6 ]   |
| 1925  | La Ruée vers l'or (The Gold Rush                                      | Le Club des trois (The Unholy Three)                            | [ 6 ]   |
| 1926  | Variétés (Variety)                                                    | Ben-Hur                                                         | [ 6 ]   |
| 1927  | Beau Geste                                                            | The Big Parade                                                  | [ 6 ]   |
| 1928  | The Patriot                                                           | Sorrell and Son                                                 | [ 6 ]   |
| 1929  | Disraeli                                                              | The Broadway Melody                                             | [ 6 ]   |
| 1930  | À l'Ouest, rien de nouveau (All Quiet on the Western Front)           | Abraham Lincoln                                                 | [ 7 ]   |
| 1931  | La Ruée vers l'Ouest (Cimarron)                                       | Scène de la rue{' (Street Scene                                 | [ 8 ]   |
| 1932  | Grand Hotel                                                           | Le Champion (The Champ)                                         | [ 9 ]   |
| 1933  | Cavalcade                                                             | 42e Rue (42nd Street)                                           | [ 10 ]  |
| 1934  | Miss Barrett (The Barretts of Wimpole Street                          | The House of Rothschild                                         | [ 11 ]  |
| 1935  | David Copperfield                                                     | Les Trois Lanciers du Bengale (The Lives of a Bengal Lancer     | [ 12 ]  |
| 1936  | Les Révoltés du Bounty                                                | Mr. Deeds Goes to Town                                          | [ 13 ]  |
| 1937  | The Life of Emile Zola                                                | Visages d'Orient (The Good Earth)                               | [ 14 ]  |
| 1938  | Blanche-Neige et les Sept Nains                                       | Vous ne l'emporterez pas avec vous (You Can't Take It with You) | [ 15 ]  |
| 1939  | Au revoir Mr. Chips (Goodbye, Mr. Chips)                              | Mr. Smith Goes to Washington                                    | [ 16 ]  |
| 1940  | Rebecca                                                               | Les Raisins de la colère (The Grapes of Wrath)                  | [ 17 ]  |
| 1941  | Gone with the Wind                                                    | Sergent York                                                    | [ 18 ]  |
| 1942  | Mrs. Miniver                                                          | Qu'elle était verte ma vallée (How Green Was My Valley)         | [ 19 ]  |
| 1943  | Prisonniers du passé (Random Harvest)                                 | Pour qui sonne le glas (For Whom the Bell Tolls)                | [ 20 ]  |
| 1944  | Going My Way                                                          | Le Chant de Bernadette (The Song of Bernadette)                 | [ 21 ]  |
| 1945  | Wilson                                                                | Le Lys de Brooklyn (A Tree Grows in Brooklyn)                   | [ 22 ]  |
| 1946  | Le Poison (The Lost Weekend)                                          | Les Vertes Années (The Green Years)                             | [ 23 ]  |
| 1947  | The Best Years of Our Lives                                           | The Jolson Story                                                | [ 24 ]  |
| 1948  | Gentleman's Agreement                                                 | Johnny Belinda                                                  | [ 25 ]  |
| 1949  | The Snake Pit                                                         | Les Chaussons rouges (The Red Shoes)                            | [ 26 ]  |
| 1950  | -                                                                     | -                                                               | [ 6 ]   |
| 1951  | Une place au soleil (A Place in the Sun)                              | Un tramway nommé Désir (A Streetcar Named Desire)               | [ 27 ]  |
| 1952  | High Noon                                                             | The Quiet Man                                                   | [ 28 ]  |
| 1953  | From Here to Eternity                                                 | Shane                                                           | [ 29 ]  |
| 1954  | Ouragan sur le Caine (The Caine Mutiny)                               | On the Waterfront                                               | [ 29 ]  |
| 1955  | Permission jusqu'à l'aube (Mister Roberts)                            | Marty                                                           | [ 29 ]  |
| 1956  | Le Roi et moi (The King and I)                                        | Géant (Giant)                                                   | [ 29 ]  |
| 1957  | Le Tour du monde en quatre-vingts jours (Around the World in 80 Days) | Sayonara                                                        | [ 30 ]  |
| 1958  | The Bridge on the River Kwai                                          | La Chatte sur un toit brûlant (Cat on a Hot Tin Roof)           | [ 29 ]  |
| 1959  | Anatomy of a Murder                                                   | Le Journal d'Anne Frank (The Diary of Anne Frank)               | [ 29 ]  |
| 1960  | The Apartment                                                         | Elmer Gantry le charlatan (Elmer Gantry)                        | [ 29 ]  |
| 1961  | Les Canons de Navarone (The Guns of Navarone                          | The Hustler                                                     | [ 29 ]  |
| 1962  | Un crime dans la tête (The Manchurian Candidate)                      | The Music Man                                                   | [ 29 ]  |
| 1963  | Tom Jones                                                             | Le Plus Sauvage d'entre tous (Hud)                              | [ 31 ]  |
| 1964  | My Fair Lady                                                          | Becket'                                                         | [ 32 ]  |
| 1965  | La Mélodie du bonheur (The Sound of Music)                            | Ship of Fools                                                   | [ 33 ]  |
| 1966  | Qui a peur de Virginia Woolf ? (Who's Afraid of Virginia Woolf?)      | The Russians Are Coming, the Russians Are Coming                | [ 34 ]  |
| 1967  | In the Heat of the Night                                              | Bonnie and Clyde                                                | [ 35 ]  |
| 1968  | Le Lion en hiver (The Lion in Winter)                                 | Rosemary's Baby                                                 | ,       |
| 1969  | Midnight Cowboy                                                       | Butch Cassidy and the Sundance Kid                              | [ 38 ]  |